# Свечин, Николай Сергеевич
Николай Сергеевич Свечин (1758—1850) — русский военный и государственный деятель,  генерал от инфантерии (1800).

## Биография
Потомок Константина Даниловича Свечина; происходил из рода дворян Свечиных Нижегородской губернии. Родился 25 апреля (6 мая) 1758 года — сын Сергея Петровича Свечина от его брака с Анной Андреевной Орловой. Старшие братья — Алексей и Александр.
В 1782 году после окончания Сухопутного шляхетного кадетского корпуса выпущен поручиком гвардии в Преображенский лейб-гвардии полк. Сопровождал своего сотоварища по кадетскому корпусу А. Г. Бобринского в его путешествии по России и за границу. В 1789 году был произведён в капитаны, в 1796 году — в полковники, в 1796 году — в генерал-майоры.
С 1798 года был комендантом Санкт-Петербурга. В 1798 году произведён в генерал-лейтенанты, а в 1800 году — в генералы от инфантерии.
В августе—октябре 1800 года был Санкт-Петербургским военным губернатором. С 1801 года — генерал-провиантмейстер.
Участник Отечественной Войны 1812 года, из отставки был избран начальником Новгородского ополчения.
Был награждён всеми орденами вплоть до ордена  Святого Александра Невского пожалованного ему  9 января 1802 года
В 1818 году Свечин вместе с женой Софьей Петровной (1782—1857), религиозной писательницей, окончательно переселился во Францию. В Париже, в самом центре Сен-Жерменского поместья, супруги держали литературный салон, который посещали все французские знаменитости. В 1834 году император Николай I велел Свечину вернуться в Россию, но он отказался.
Умер 11 ноября 1850 года[по какому календарю?] в Париже и похоронен на кладбище Кальвэр на Монмартре. Потомства не оставил.